# Francesco Cairo
Francesco Cairo (Milano, 26 settembre 1607 – Milano, 27 luglio 1665) è stato un pittore italiano.
Venne anche conosciuto come il Cavalier Cairo per aver ricevuto la medaglia dell'Ordine dei Santi Maurizio e Lazzaro a Torino, per merito della propria arte.

## Biografia

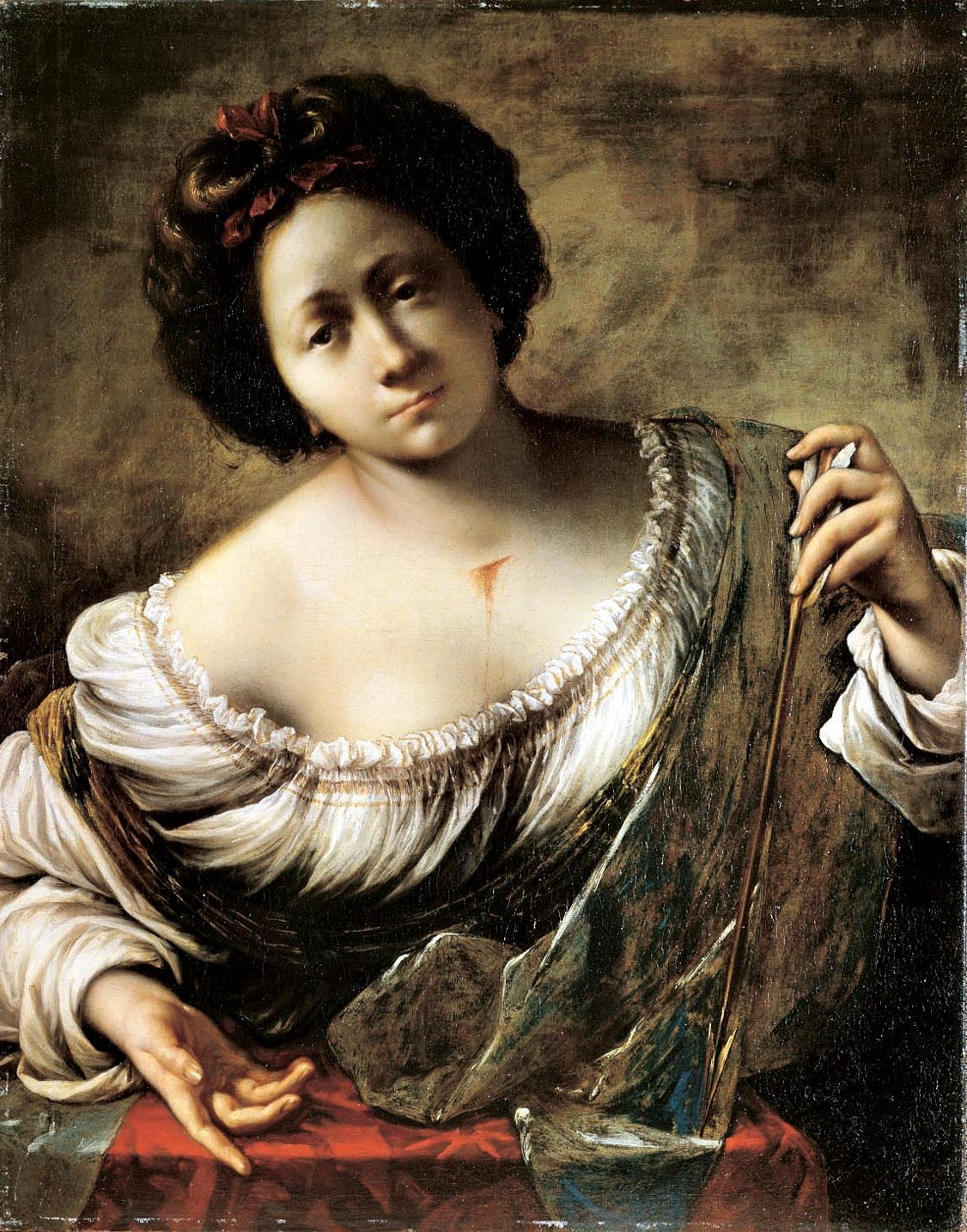
Santa Cristina. Milano, Pinacoteca del Castello Sforzesco.

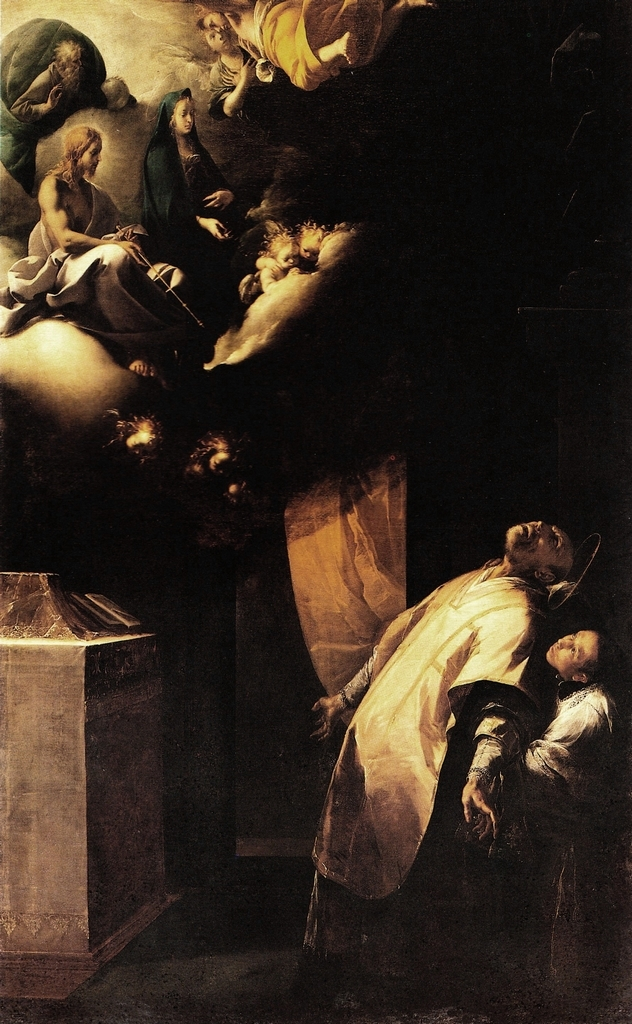
Francesco Cairo, Estasi di Sant'Andrea Avellino (1635).

Formatosi inizialmente nell'ambito del Morazzone, come dimostrano le sue opere giovanili (l'Estasi di Sant'Andrea Avellino a S. Antonio Abate a Milano e la pala con Santa Teresa, oggi alla Certosa di Pavia), Cairo si trasferì giovanissimo (1633) a Torino alla corte dei Savoia.
A Torino Cairo eseguì una serie di dipinti da cavalletto dal tema cupo e fortemente spiritualizzato, come le varie versioni della Salomè, dell'Erodiade e del Cristo nell'Orto.
Tra il 1637 e il 1638 Cairo compì un viaggio a Roma, dove ebbe la possibilità di studiare la pittura classicista degli artisti di scuola emiliana (Guido Reni, Domenichino, Guercino), quella dei tardi epigoni fiamminghi di Caravaggio e quella dei primi barocchi (Giovanni Lanfranco, Pietro da Cortona).
Tornato in Lombardia eseguì alcune importanti pale d'altare, come la Madonna con le Sante Caterina da Siena e Caterina d'Alessandria per la Certosa di Pavia e il San Carlo Borromeo che impartisce la prima comunione a San Luigi Gonzaga di Casalpusterlengo. In queste opere si nota una mutazione dello stile di Cairo: dalle figure macilente e estatiche (in senso quasi carnale) della sua prima maniera, l'artista passò ad una pittura più raffinata e ricca, dalla matericità quasi fiamminga, forse non immemore della conoscenza della contemporanea pittura genovese.
Negli anni tra il 1646 e il 1649 Cairo soggiornò nuovamente in Piemonte, dove dipinse per i Savoia la grande tela con il Ritrovamento di Mosè ed alcune pale d'altare per Savigliano e per la chiesa di San Salvario di Torino.
Le opere del suo ultimo soggiorno milanese sono caratterizzate da un'ulteriore evoluzione, che portò all'estremo limite la stesura cromatica del momento precedente, arrivando ad esiti sfatti e sfumati che ricordano le opere di scuola veneziana. Risalgono a questo periodo una pala con San Giovanni Battista oggi ad Aicurzio e la grande Assunzione per Orta.